# جيليان مورغان
جيليان مورغان (بالإنجليزية: Gillian Morgan)‏ هي موظفة مدنية بريطانية، ولدت في 1953.